# 東方表行

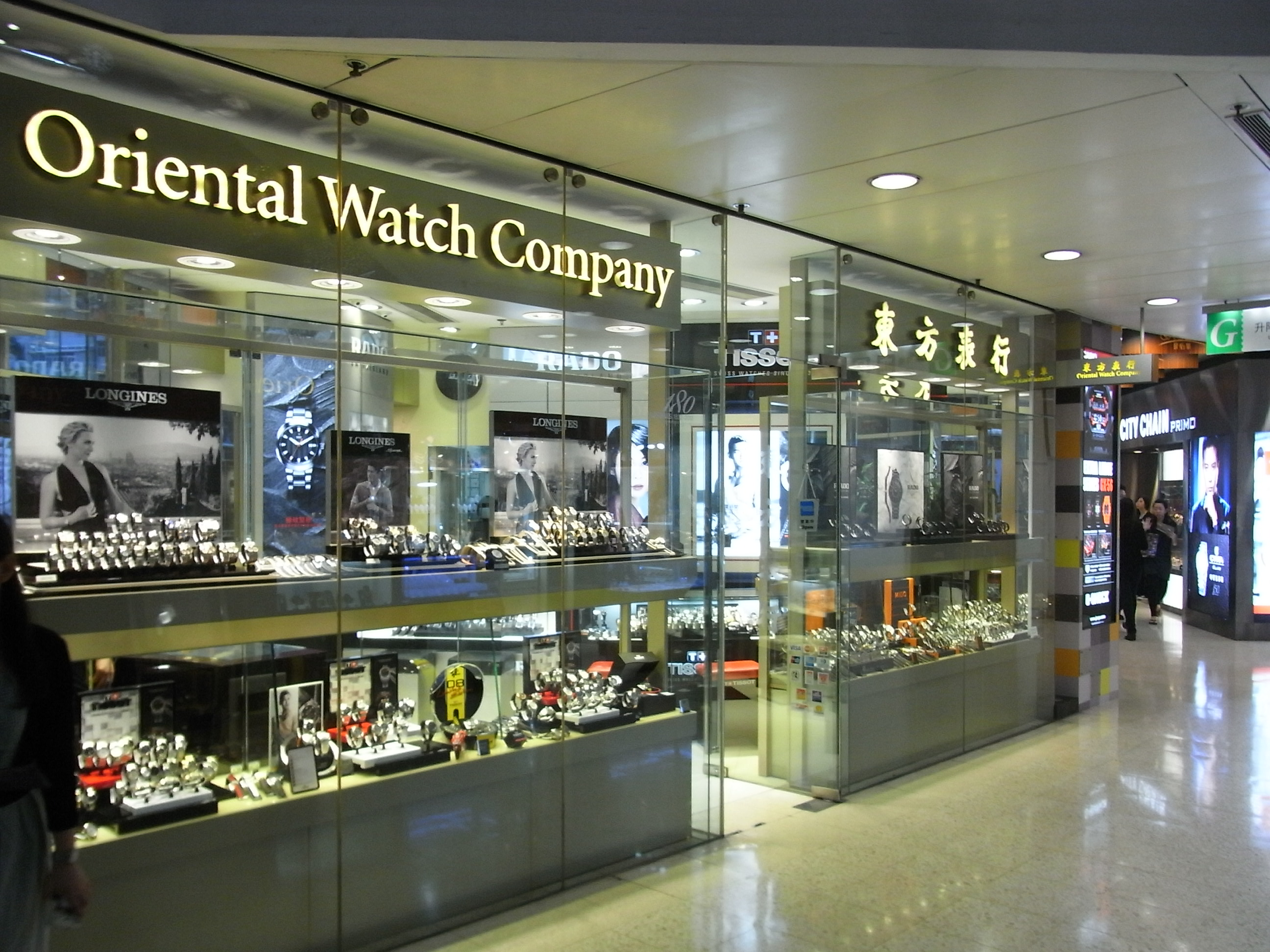
東方表行在旺角始創中心分店

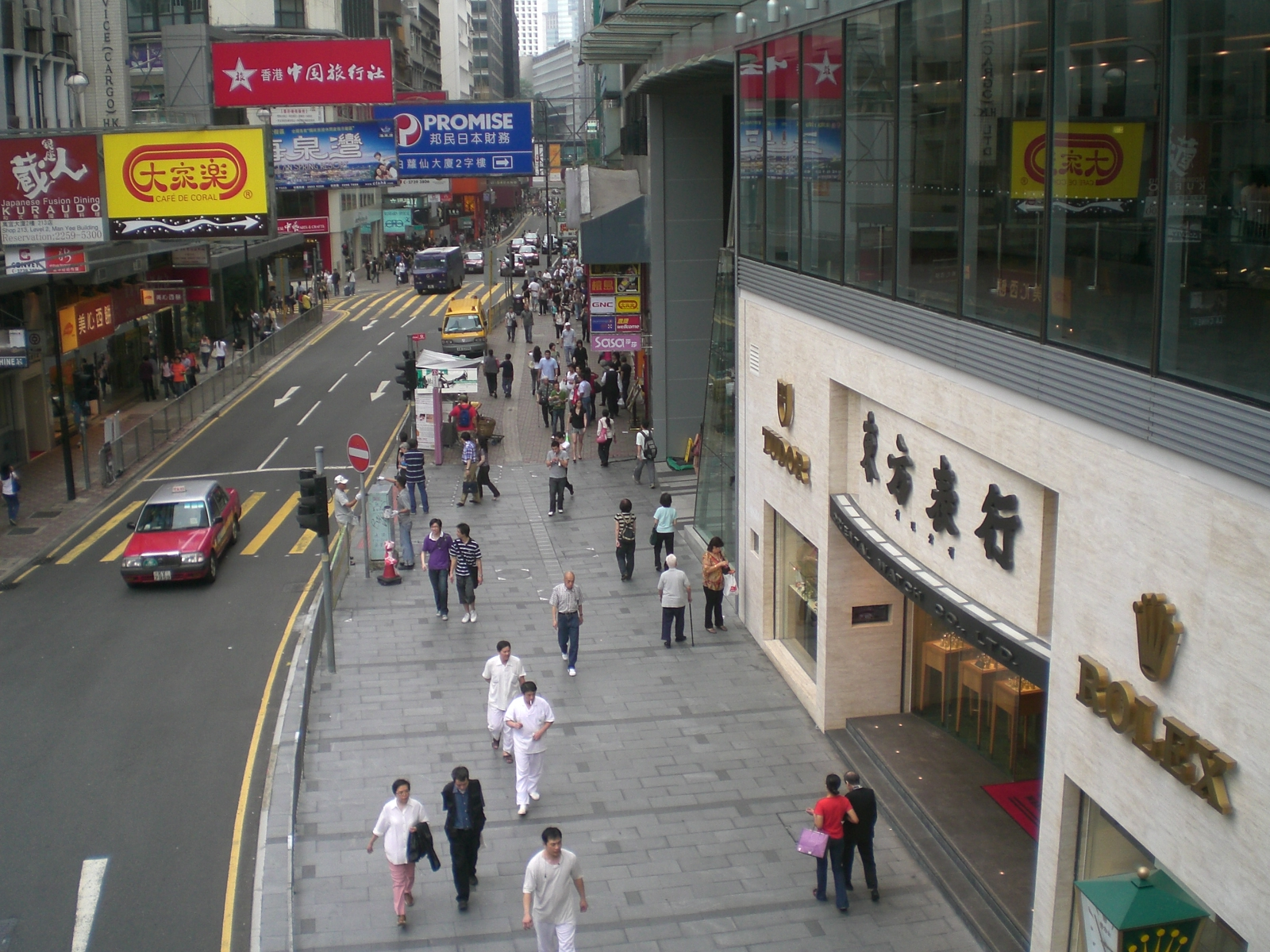
東方表行（皇后大道中）

東方表行集團有限公司 （英語：Oriental Watch Holdings Limited，簡稱：東方表行）成立於1961年，1993年於香港聯合交易所上市的鐘表零售商（股票編號：港交所：0398）是首間於香港聯合交易所上市的鐘錶零售商，為業內之翹楚。現時旗下分店網絡覆蓋大中華區，為區內具信譽及規模的鐘錶零售商之一。
東方表行代理近百個世界頂級鐘表品牌，旗下包括瑞士表行及兩間勞力士及帝舵專賣店、中環百年靈專賣店及圓方雅典錶精品店，全部座落於市中心的黃金地段，坐擁極大的營運優勢，亦為顧客提供方便及舒適的購物環境。
集團現時在香港及澳門共有十多間店鋪，分別為東方表行、瑞士表行、勞力士及帝舵錶專賣店、中環百年靈專賣店及圓方雅典錶精品店，各店鋪均設於市中心；便捷的交通及密集的銷售點，令集團坐擁強大的營運優勢，亦為顧客提供方便及舒適的購物環境。從由二零零四年起，集團亦在國內不斷拓展業務，先後開設多間零售店，版圖覆蓋多個城市。及後，業務更發展至台灣地區。

## 外部連結
- 東方表行官方網站 （页面存档备份，存于）
- Take Your Time - Oriental Watch Company （页面存档备份，存于）